# Rosalyn Turecková
Rosalyn Turecková (14. prosince 1913, Chicago – 17. července 2003, New York City) byla americká klavíristka a muzikoložka. Je známá především jako interpretka díla Johanna Sebastiana Bacha, jemuž v pozdější fázi své tvorby zasvětila většinu svých uměleckých sil. Uveřejnila rovněž třídílné pojednání o interpretaci Bachova díla, jež vyšlo v nakladatelství Oxford University Press.
Zemřela v roce 2003 ve věku 88 let.